# Лоренсо Мельгарехо
Лоренсо Антоніо Мельгарехо Санабрія (ісп. Lorenzo Antonio Melgarejo Sanabria, нар. 10 серпня 1990, Лома-Гранде, Парагвай) — парагвайський футболіст, захисник національної збірної Парагваю та аргентинського клубу «Расінг» (Авельянеда).
Чемпіон Росії.

## Клубна кар'єра
У дорослому футболі дебютував 2009 року виступами за команду клубу «12 жовтня», в якій того року взяв участь у 22 матчах чемпіонату.
Згодом з 2010 по 2013 рік грав у складі команд клубів «Олімпія» (Асунсьйон), «Індепендьєнте» (Асунсьйон), «Бенфіка» та «Пасуш ді Феррейра».
Своєю грою за останню команду знову привернув увагу представників тренерського штабу клубу «Бенфіка», до складу якого повернувся 2012 року. Цього разу відіграв за лісабонський клуб наступний сезон своєї ігрової кар'єри. Більшість часу, проведеного у складі «Бенфіки», був основним гравцем захисту команди.
Протягом 2013—2016 років захищав кольори команди клубу «Кубань».
До складу клубу «Спартак» (Москва) приєднався 2016 року. Станом на 4 січня 2018 року відіграв за московських спартаківців 47 матчів в національному чемпіонаті.

## Виступи за збірні
Протягом 2010—2011 років залучався до складу молодіжної збірної Парагваю. На молодіжному рівні зіграв в одному офіційному матчі.
2012 року дебютував в офіційних матчах у складі національної збірної Парагваю. Станом на 14 листопада 2019 року відіграв за збірну три матчі.
| Дата       | Місто          | Господарі | Результат | Гості     | Турнір           | Голи | Примітки |
| ---------- | -------------- | --------- | --------- | --------- | ---------------- | ---- | -------- |
| 14-11-2012 | Луке           | Парагвай  | 3 – 1     | Гватемала | товариський матч | -    | 46'      |
| 14-08-2013 | Кайзерслаутерн | Німеччина | 3 – 3     | Парагвай  | товариський матч | -    | 54'      |
| 14-11-2019 | Софія          | Болгарія  | 0 – 1     | Парагвай  | товариський матч | -    | 73'      |
| Усього     |                | Матчів    | 3         |           | Голів            | 0    |          |

## Досягнення
- Чемпіон Росії (1):

«Спартак» (Москва): 2016–2017
- Володар Суперкубка Росії (1):

«Спартак» (Москва): 2017
- Чемпіон Парагваю (5):

«Лібертад»: 2021А, 2022А, 2023А, 2023К, 2024А
- Володар Кубка Парагваю (2):

«Лібертад»: 2023, 2024
- Володар Суперкубка Парагваю (1):

«Лібертад»: 2024